# Христос Цолакопулос
Христос Цолакопулос или капитан Рембелос (на гръцки: Χρήστος Τσολακόπουλος, καπετάν Ρέμπελος) е гръцки висш офицер и андартски капитан, деец на гръцката въоръжена пропаганда в Македония.

## Биография
Цолакопулос е роден в 1868 година в Палеа Епидаврос, Гърция. Пристига в Македония и оглавява чета под общото командване на Георгиос Цондос (Вардас). Организира гръцка въоръжена чета и действа в областта на Мариово, като след това е заместен в областта от капитан Маринос Либеропулос. Първоначално е заместник на Никостратос Каломенопулос, а подвойводи са Ламброс Вейкос, Антонис Ставропулис, Антониос Цитурас или Дурас, Дибрас и Льопос, както и четниците Пападимитру, Венукас, Цимискакис, Апостолакис, Музакитис, Фармакис, Папасотириу, Цертеас, Хелидонис и Хрисостомос Хрисомалидис. Цолакопулос работи с Панайотис Фьотакис, Андонис Зоис и Лукас Кокинос в Мариово. От април 1905 година си сътрудничи и с Димитриос Вардис.
Съединените гръцки чети на Христос Цолакопулос, Панайотис Фьотакис, Андонис Зоис и Петър Сугарев нападат българските села в областта Марихово, през юни/юли в Бърник изколват семейството на Трайко Краля. Пристига турски аскер и в сражението андартите са принудени да се оттеглят към река Черна. След 16 юли войводите от ВМОРО Тане Стойчев и Дзоле Стойчев прогонват четите на Сугарев, Зоис, Фьотакис и Цолакопулос на изток от река Черна, като се прегрупират по-късно в Ивени. На 12 август четите им дават сражение на българска чета, като в сражението загиват братовчедите Димитър и Демостен от Старавина. След тази случка между Фьотакис и Цолакопулос избухва скандал, но са помирени от останалите андарти. Заедно с Георгиос Какулидис бягат в Атина на борда на италиански параход. До есента на 1905 година е заместен от Маринос Либеропулос.
Участва в Балканската, Междусъюзническата война и Първата световна война. Пенсионира се в 1920 година с чин полковник. Умира в 1923 година в Атина.